# 吳鉞 (清朝)
吳鉞，安徽全椒人，清朝政治人物，附貢出身。
乾隆二十一年，接替沈名掞擔任江蘇宜興縣知縣，后由崔國棟接任。他還當過無錫縣知縣、奉天同知，並在奉天的任上去世。